# Световен ден на първата помощ
Световният ден на първата помощ се отбелязва от 2000 г., по предложение на Международната федерация на червения кръст и червения полумесец, всяка втора събота на септември.
В началото е наречен Европейски ден на първата помощ, но поради големия интерес през 2003 г. е преименуван на Световен ден на първата помощ.
Световният ден има за цел да акцентира върху приноса на доброволците на Червения кръст и Червения полумесец, обучени по първа помощ, които спасяват човешкия живот, без да правят разлика между хората по пол, етническа принадлежност, раса, възраст, образование и пр.